# Атлетски супер гран при Катара
Атлетски супер гран при Катара је годишњи међународни атлетски митинг који се одржава у Дохи на стадиону Спортског центра Катар. Први митинг је одржан 1997, а од 2010. је постао један од 14 митинга ИААФ Дијамантске лиге.

## Рекорди митинга

### Мушкарци
| Дисциплина       | Рекорд           | Атлетичар            | Земља            | Датум         | Реф.  | Видео |
| ---------------- | ---------------- | -------------------- | ---------------- | ------------- | ----- | ----- |
| 100 м            | 9,74 (+0,9 м/с)  | Џастин Гатлин        | Сједињене Државе | 15. мај 2015  |       |       |
| 200 м            | 20,02 (-0,5 м/с) | Волтер Дикс          | Сједињене Државе | 11. мај 2012. | [ 1 ] |       |
| 400 м            | 44,19            | Лашон Мерит          | Сједињене Државе | 11. мај 2012. | [ 2 ] |       |
| 800 м            | 1:43,00          | Дејвид Рудиша        | Кенија           | 14. мај 2.010 |       |       |
| 1.500 м          | 3:29,18          | Асбел Кипроп         | Кенија           | 9. мај 2014.  | [ 3 ] |       |
| 3.000 м          | 7:27,26          | Јенев Аламирев       | Етиопија         | 6. мај 2011.  |       |       |
| 5.000 м          | 12:51,21         | Елиуд Кипчоге        | Кенија           | 14. мај 2010. |       |       |
| 110 м препоне    | 12,95            | Дејвид Оливер        | Сједињене Државе | 9. мај 2008.  |       |       |
| 400 м препоне    | 48,11            | Л. Ј. ван Зил        | Јужна Африка     | 6. мај 2011.  |       |       |
| 2.000 м препреке | 5:14,53          | Саиф Саид Шахин      | Катар            | 13. мај 2004. |       |       |
| 3.000 м препреке | 7:56.58          | Пол Кипсијеле Коеч   | Кенија           | 11. мај 2012. | [ 4 ] |       |
| Скок увис        | 2,41 м           | Ivan Ухов            | Русија           | 9. мај 2014.  | [ 5 ] |       |
| Скок мотком      | 5,82 м           | Костадинос Филипидис | Грчка            | 10. мај 2013. | [ 6 ] |       |
| Скок мотком      | 5,82 м           | Малте Мор            | Немачка          | 10. мај 2013. | [ 6 ] |       |
| Скок удаљ        | 8,41 м           | Џејмс Бекфорд        | Јамајка          | 13. мај 1999. |       |       |
| Троскок          | 18,06 (+0,9 м/с) | Педро Пабло Пичардо  | Куба             | 15. мај 2015. |       |       |
| Бацање кугле     | 22,28 м          | Рајан Вајтинг        | Сједињене Државе | 10. мај 2013. |       |       |
| Бацање диска     | 69,47 м          | Виргилијус Алекна    | Литванија        | 12. мај 2006. |       |       |
| Бацање кладива   | 83,33 м          | Коџи Мурофуши        | Јапан            | 15. мај 2002. |       |       |
| Бацање копља     | 90,13 м          | Андреас Торкилдсен   | Норвешка         | 12. мај 2006. |       |       |

### Жене
| Дисциплина       | Рекорд            | Атлетичар             | Земља            | Датум         | Реф.               | Видео |
| ---------------- | ----------------- | --------------------- | ---------------- | ------------- | ------------------ | ----- |
| 100 м            | 10,92 (+0,7 м/с)  | Алисон Филикс         | Сједињене Државе | 11. мај 2012. | [ 2 ]              |       |
| 200 м            | 21,98 (+1,6 м/с)  | Алисон Филикс         | Сједињене Државе | 13. мај 2015. |                    |       |
| 400 м            | 49,83             | Алисон Филикс         | Сједињене Државе | 9. мај 2008.  |                    |       |
| 800 м            | 1:56,94           | Памела Џелимо         | Кенија           | 11. мај 2012. | [ 2 ]              |       |
| 1.500 м          | 3:56,60           | Абеба Арегави         | Шведска          | 10. мај 2013. | [ тражи се извор ] |       |
| 3.000 м          | 8:20,68           | Хелен Онсандо Обири   | Кенија           | 9. мај 2014.  | [ тражи се извор ] |       |
| 100 м препоне    | 12,35 (+0,9 м/с)  | Џезмин Стоверс        | Сједињене Државе | 15. мај 2015. |                    |       |
| 400 м препоне    | 54,27             | Јонела Тарља-Манолаке | Румунија         | 13. мај 1999. |                    |       |
| 3.000 м препреке | 9:13,75           | Лидија Чепкуруи       | Кенија           | 10. мај 2013. | [ тражи се извор ] |       |
| Скок увис        | 2,05 м            | Бланка Влашић         | Хрватска         | 8. мај 2009.  |                    |       |
| Скок мотком      | 4,70 м            | Зилке Шпигелбург      | Немачка          | 14. мај 2010. |                    |       |
| Скок удаљ        | 7,25 м (+1,6 м/с) | Бритни Рис            | Сједињене Државе | 10. мај 2013. | [ тражи се извор ] |       |
| Троскок          | 14,35 м           | Тереза Маринова       | Бугарска         | 18. мај 2001. |                    |       |
| Бацање кугле     | 20.53 м           | Надзеја Астапчук      | Белорусија       | 11. мај 2012. | [ 2 ]              |       |
| Бацање диска     | 68,23 м           | Сандра Перковић       | Хрватска         | 10. мај 2013. | [ тражи се извор ] |       |
| Бацање кладива   | 76,83 м           | Камила Сколимовска    | Пољска           | 11. мај 2007. |                    |       |
| Бацање копља     | 68,89 м           | Марија Абакумова      | Русија           | 14. мај 2010. |                    |       |